# Teodor Kozubski
Teodor Kozubski (ur. 1 listopada 1887 w Kędzierzynie (województwo wielkopolskie), zm. 3 marca 1944 w Białaczowie) – polski rolnik, księgarz, działacz społeczny, poseł na Sejm IV kadencji (1935–1938) w II Rzeczypospolitej.

## Życiorys
Ukończył sześć klas niemieckiego gimnazjum w Gnieźnie. Za udział w tajnych kółkach patriotycznych został zmuszony do przerwania nauki. W latach 1906–1912 założył i kierował organizacją „Wyzwolenie”, popularyzującą świadomość polskości wśród chłopów w powiatach: gnieźnieńskim i mogileńskim. W latach 1908–1909 był członkiem Towarzystwa „Eleusis” w Krakowie. W okresie 1909–1912 służył w kawalerii armii niemieckiej w Szczecinie i Demminie (Meklemburgia). W latach 1912–1920 przebywał na emigracji w USA, gdzie m.in. założył i prowadził księgarnię wysyłkową polskich książek „Księgarnia Atlas” w Buffalo i Toledo (Ohio). W 1920 roku wrócił do Polski i wstąpił ochotniczo do Wojska Polskiego: służył w Wielkopolskiej Ochotniczej Kompanii Sanitarnej, w 1921 roku był plebiscytowy referentem oświatowym w powiecie raciborskim i delegatem Komitetu Obrony Górnego Śląska z siedzibą w Poznaniu. Po III powstaniu śląskim organizował w Oświęcimiu opiekę dla uchodźców – powstańców ze Śląska. 
Od 1922 roku był osadnikiem rolniczym w Uścikowie koło Obornik Wielkopolskich, gdzie w latach 1931–1939 był prezesem oddziału powiatowego Wielkopolskiego Towarzystwa Kółek Rolniczych, członkiem Rady i Wydziału Powiatowego i członkiem Filareckiego Związku Elsów. 
W wyborach parlamentarnych w 1935 roku został wybrany posłem na Sejm IV kadencji (1935–1938) 25 501 głosami z ramienia BBWR z okręgu nr 95, obejmującego powiaty: poznański, obornicki, czarnkowski, międzychodzki, szamotulski i nowotomyski. W kadencji tej pracował w komisjach: komunikacyjnej i rolnej. W październiku 1935 roku i w marcu 1936 roku był wybierany do specjalnej komisji do rozważenia projektu ustawy o upoważnieniu Prezydenta RP do wydawania dekretów, w czerwcu 1938 roku – do specjalnej komisji do spraw aprowizacji. 
W wyborach parlamentarnych w 1938 roku został wybrany zastępcą senatora V kadencji w województwie poznańskim. 
Na początku II wojny światowej, 21 listopada 1939 roku został wysiedlony z rodziną do Szydłowca. W 1940 roku przeniósł się do Białaczowa, gdzie zarządzał gospodarstwem ogrodniczym hr. Platerów, udzielał pomocy ludności żydowskiej i młodzieży zagrożonej wywozem do III Rzeszy.  

## Ordery i odznaczenia
- Krzyż Oficerski Orderu Odrodzenia Polski (1938)[1]
- Brązowy Krzyż Zasługi (15 kwietnia 1929)[4]

## Życie prywatne
Był synem Stanisława (rolnika) i Marianny z domu Draheim. Ożenił się 28 stycznia 1913 roku (w Ameryce) z Leokadią Nowicką. Miał z nią dwoje dzieci: syna Adama (zm. w 1955 roku), inżyniera rolnika, i córkę Wandę.
Po nagłej śmierci w Białaczowie został pochowany na tamtejszym cmentarzu.